# Barong

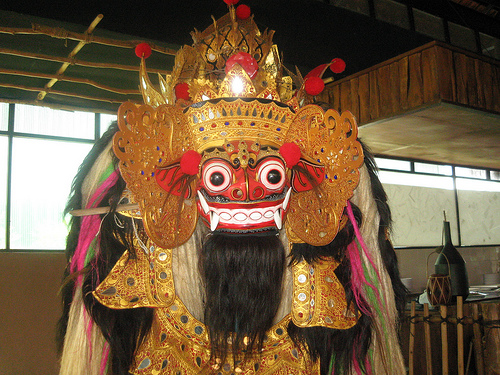
Een houten masker van Barong, leider van de goede krachten

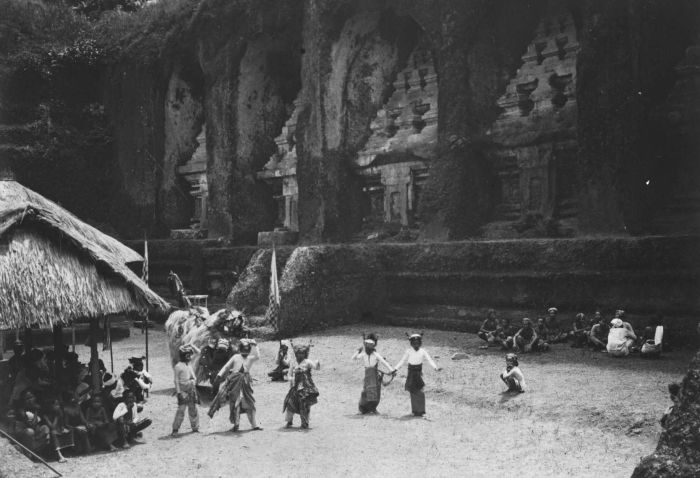
Barong dansvoorstelling op Gunung Kawi

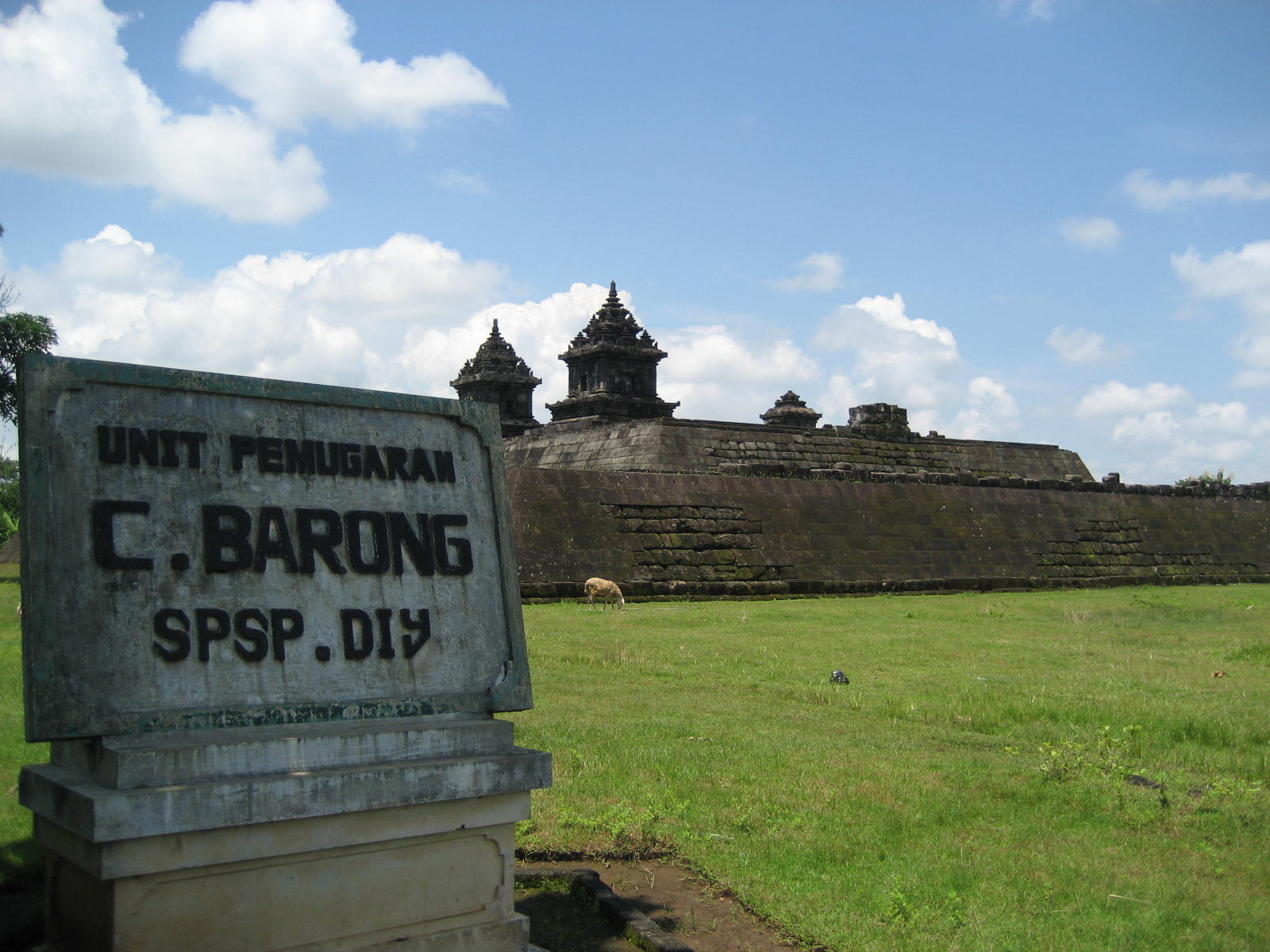
Candi Barong, Yogyakarta

Barong is een van de Balinese dansen uitgevoerd op Bali in Indonesië.
Ook is Barong de naam van de koning der geesten, de leider van de goede krachten in de Balinese mythologie.

## Dans
De dans is gebaseerd op het goede en het kwade. Zie Calon Arang
De dans wordt uitgevoerd door de leeuw-draak Barong en Rangda de heks. Er worden mudra's gebruikt. Begeleid door gamelanmuziek trekt Rangda zich meestal terug.
Mensen verzamelen zich bij de dodentempel, de Pura Dalem. Vrouwen nemen offergaven mee. Bij de tempel worden parasols gebruikt. Als er ziekte of tegenslag in het dorp heerst, wordt de dans uitgevoerd. Boze geesten en demonen komen uit de richting van de zee naar het dorp. Door het verhaal over de weduwe Rangda en Barong opnieuw af te spelen, wordt de harmonie in de kosmos bevestigd. De strijd zal onbeslist eindigen.

## Afbeeldingen

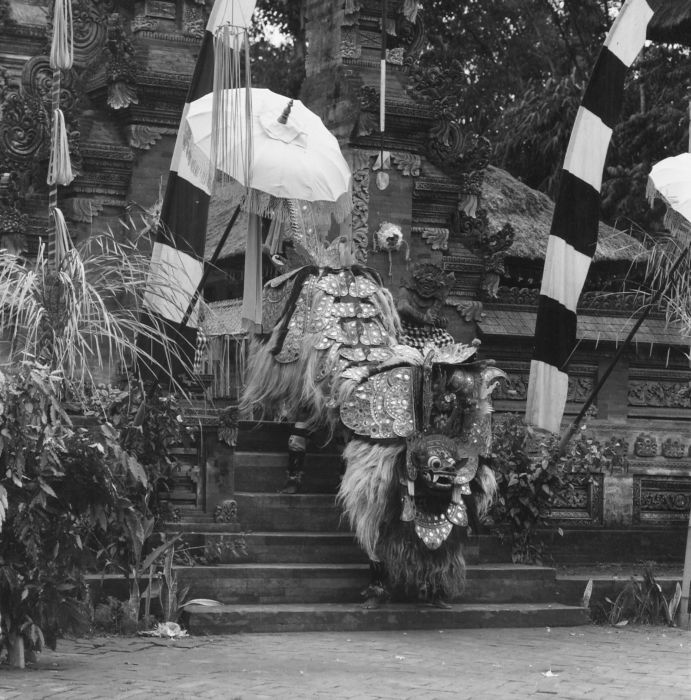
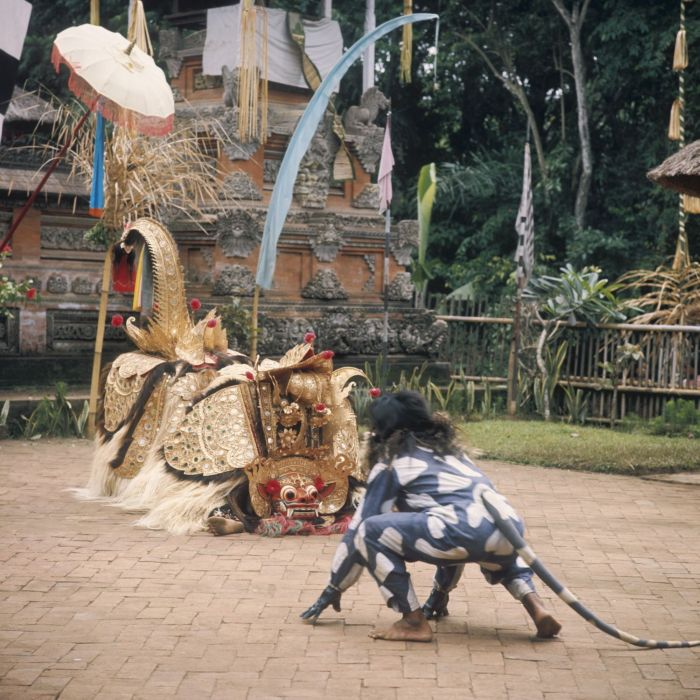
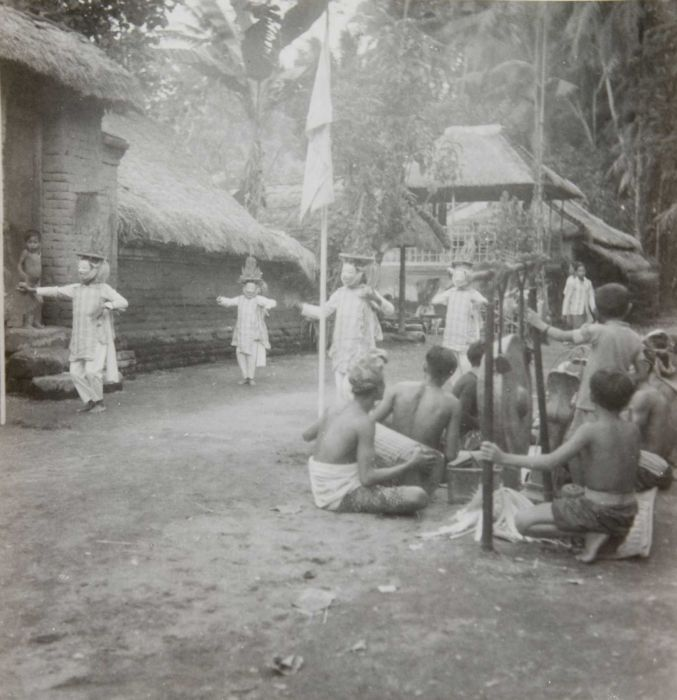
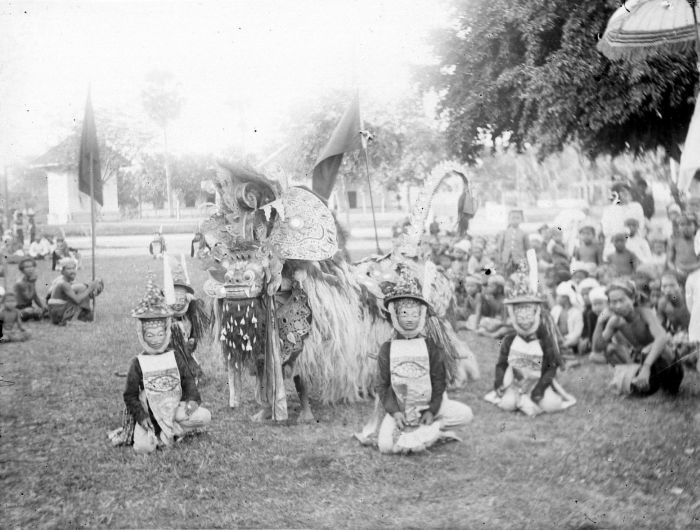
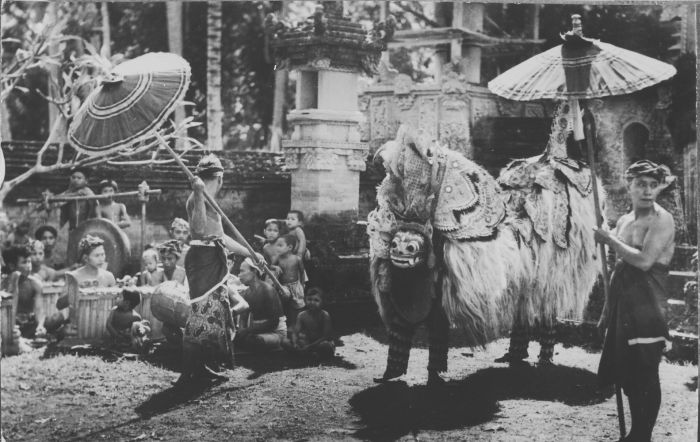
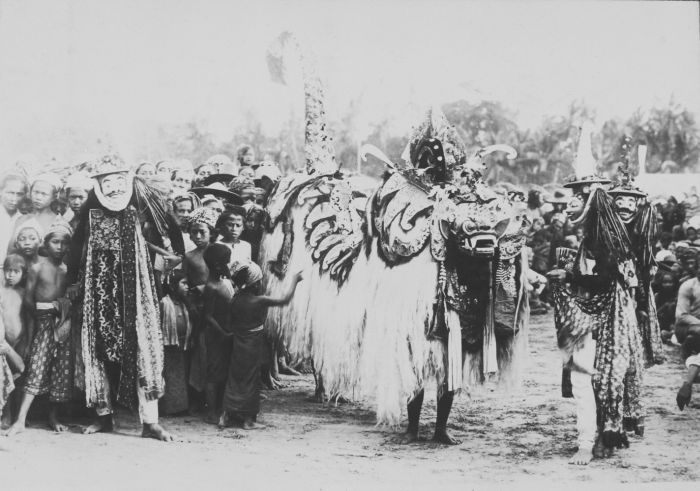
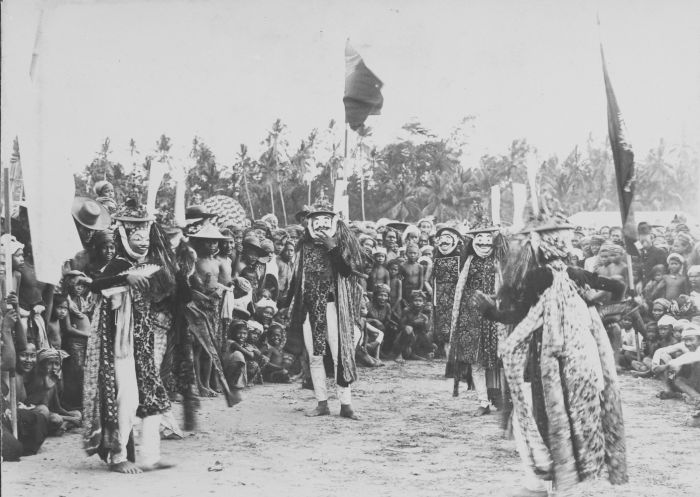
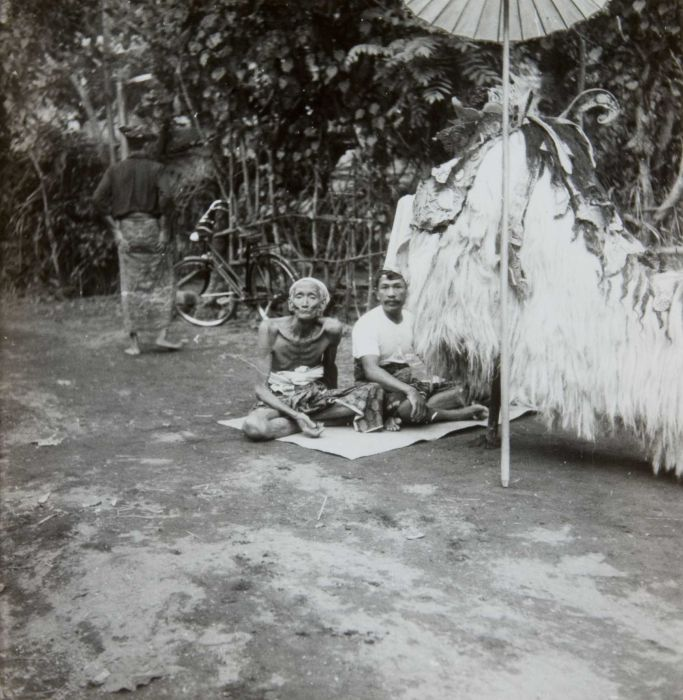
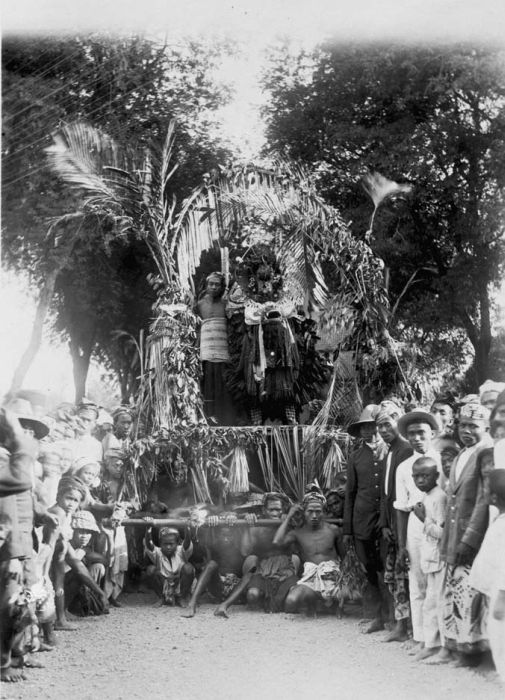
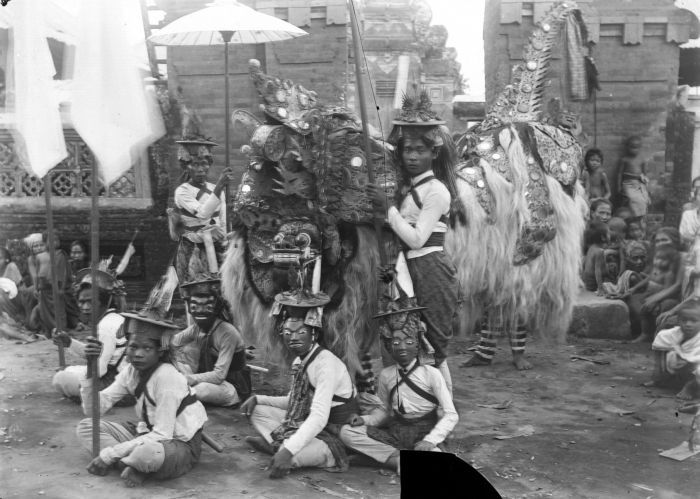
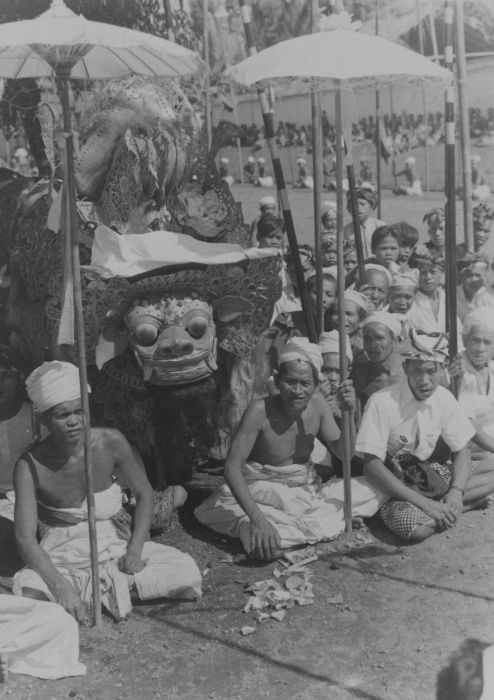
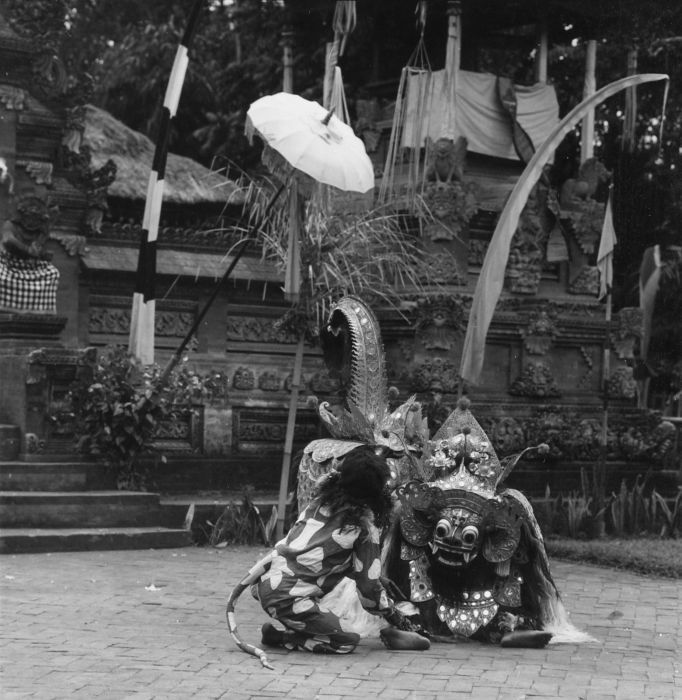
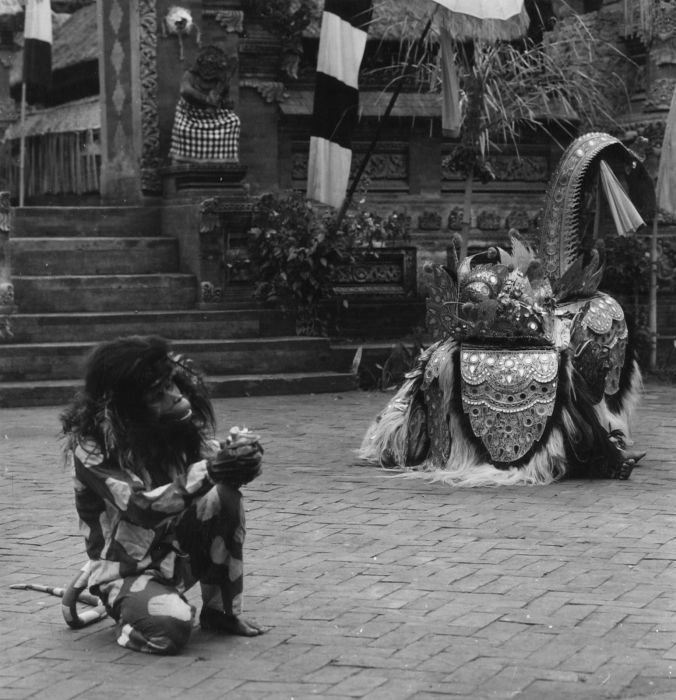
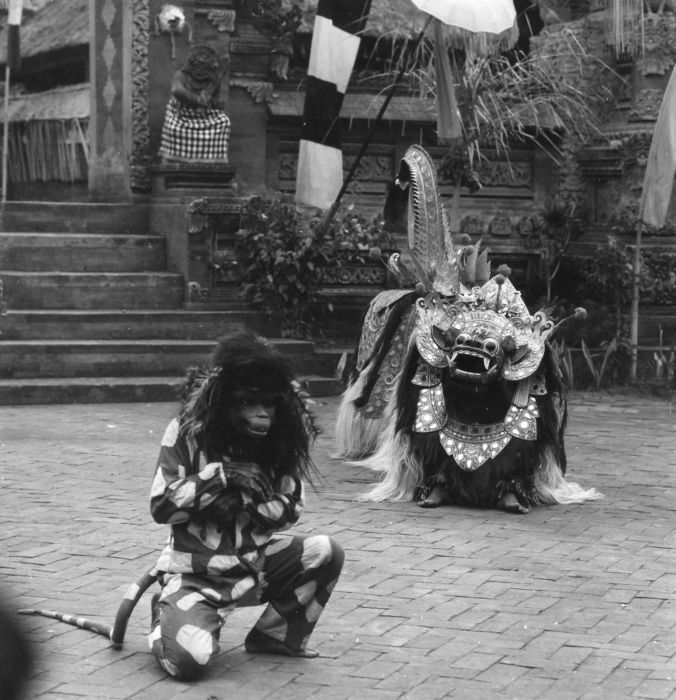
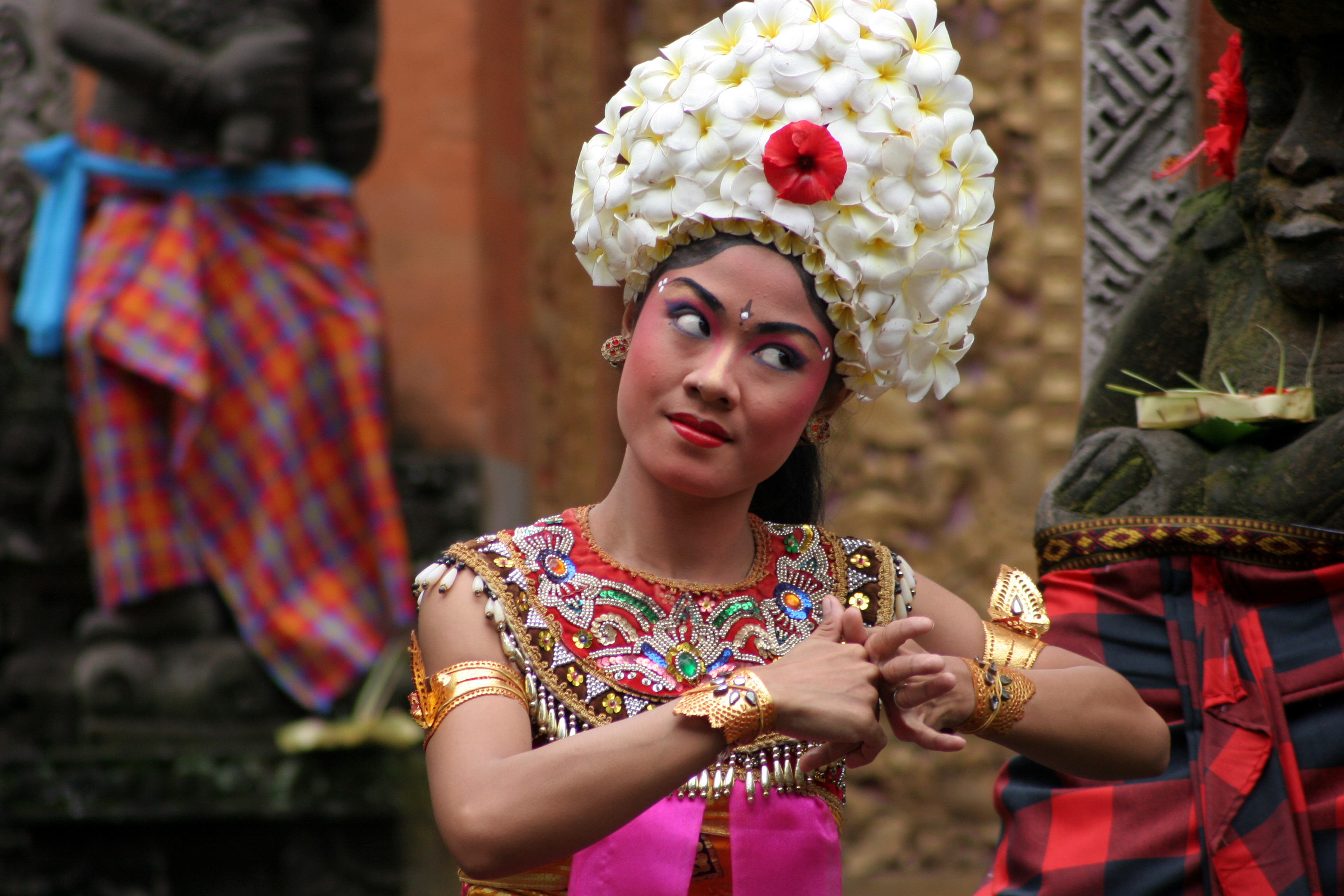
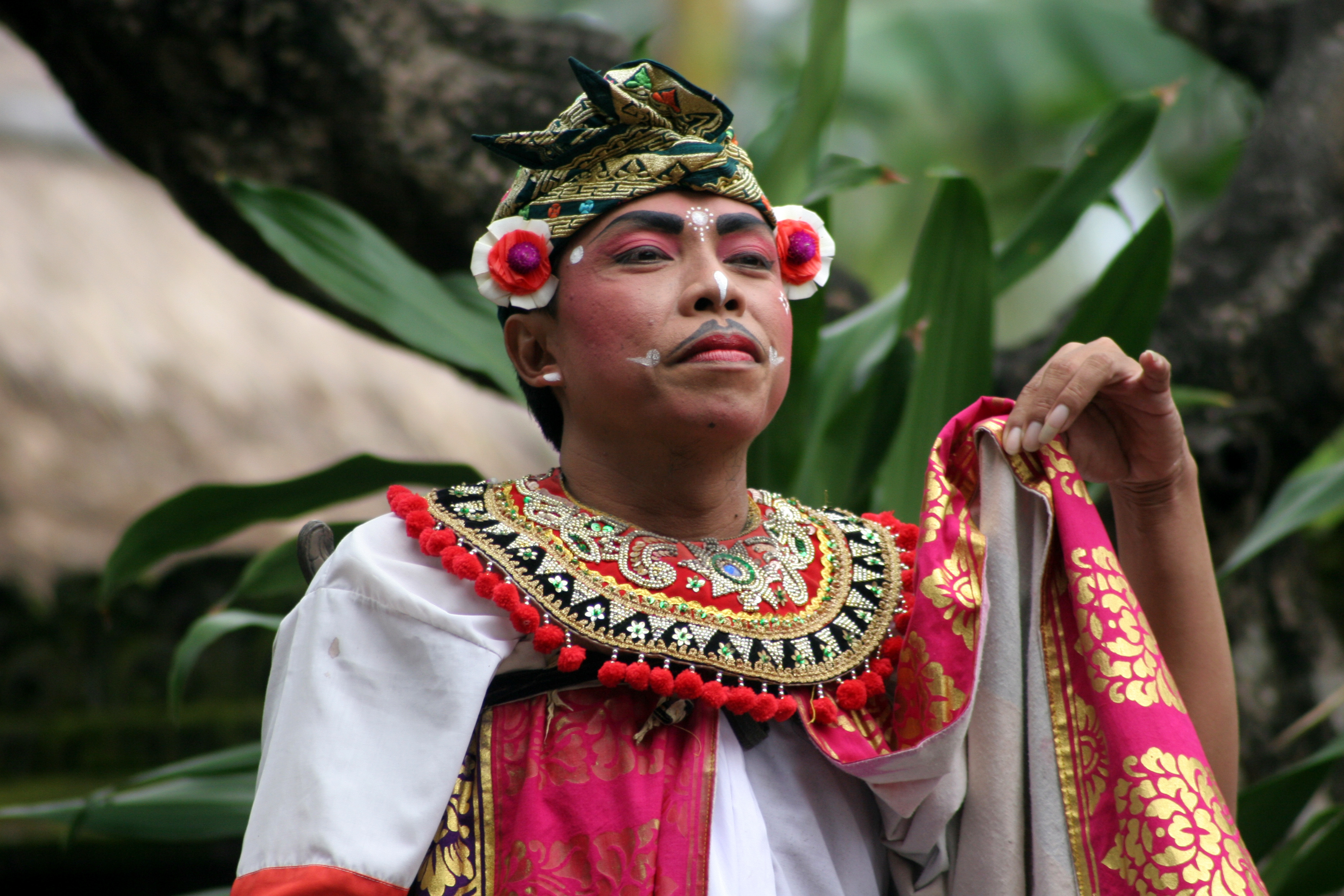
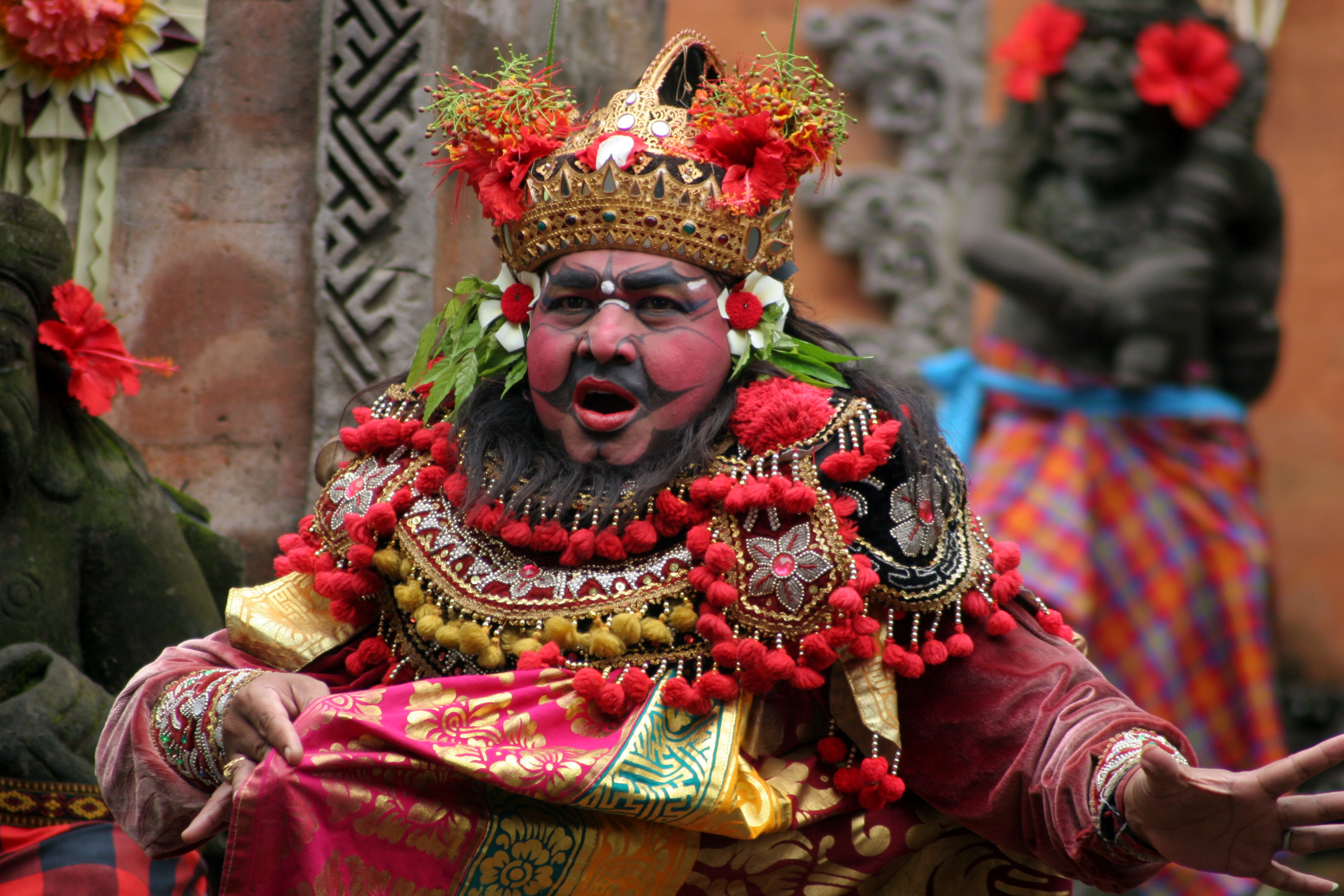
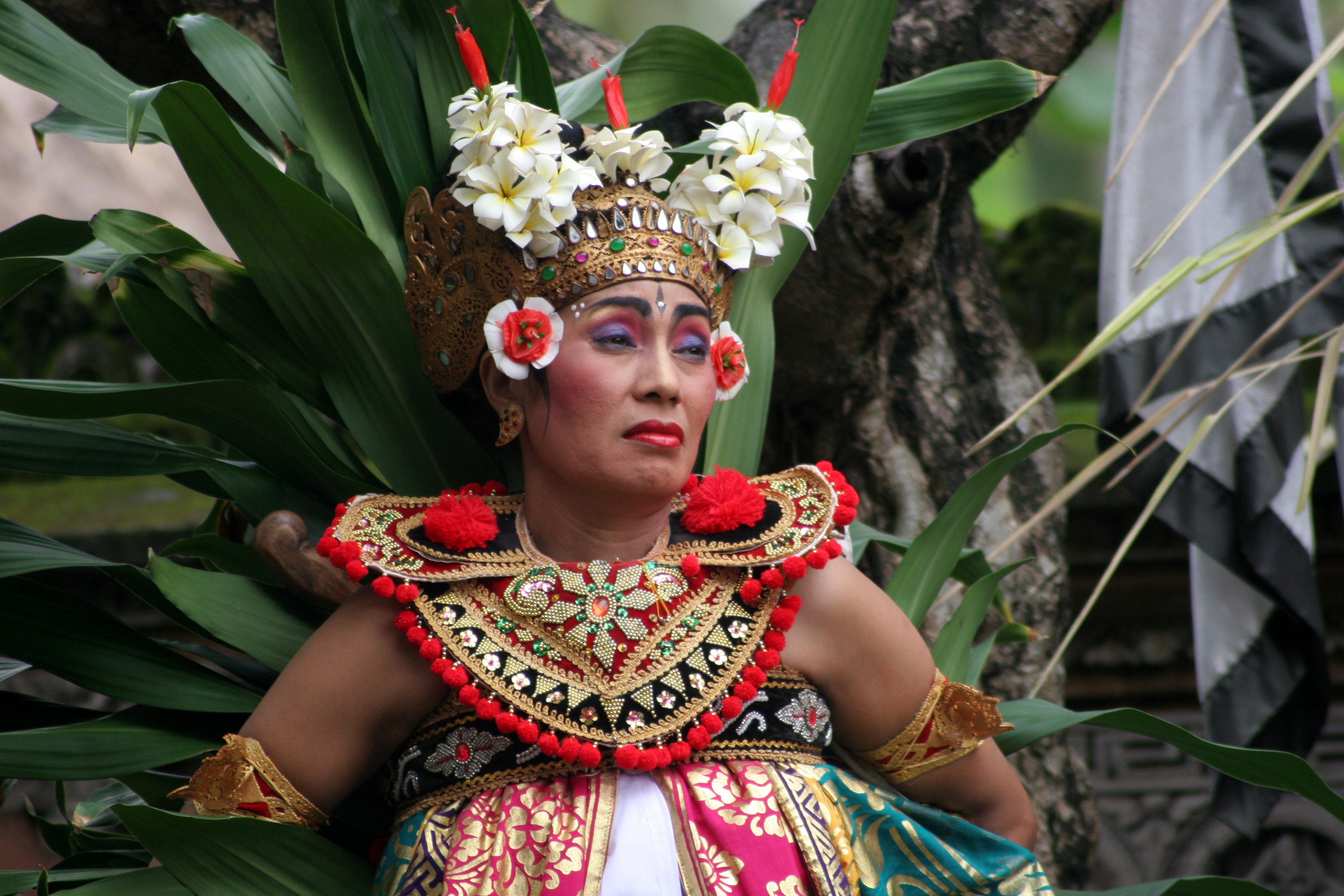
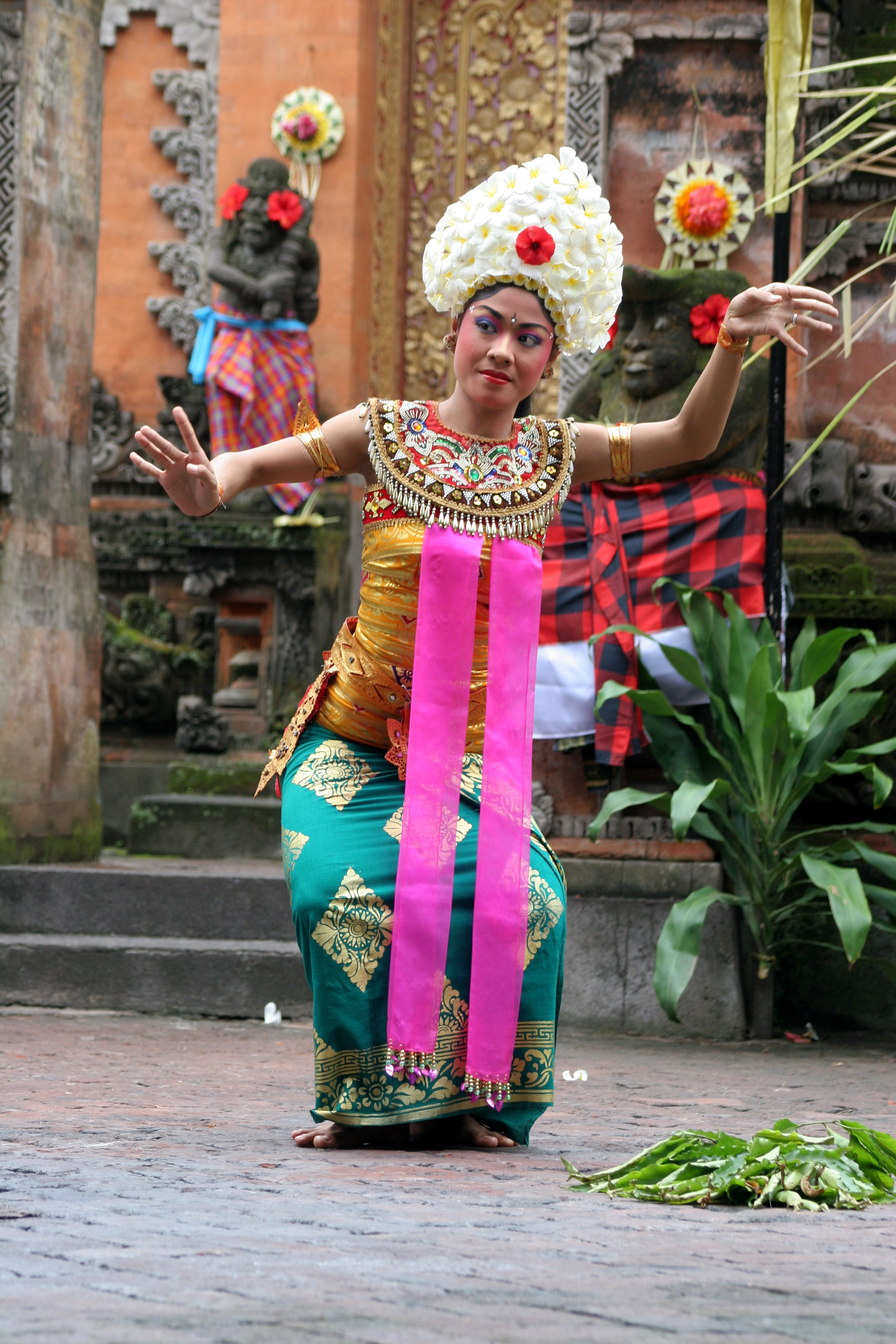
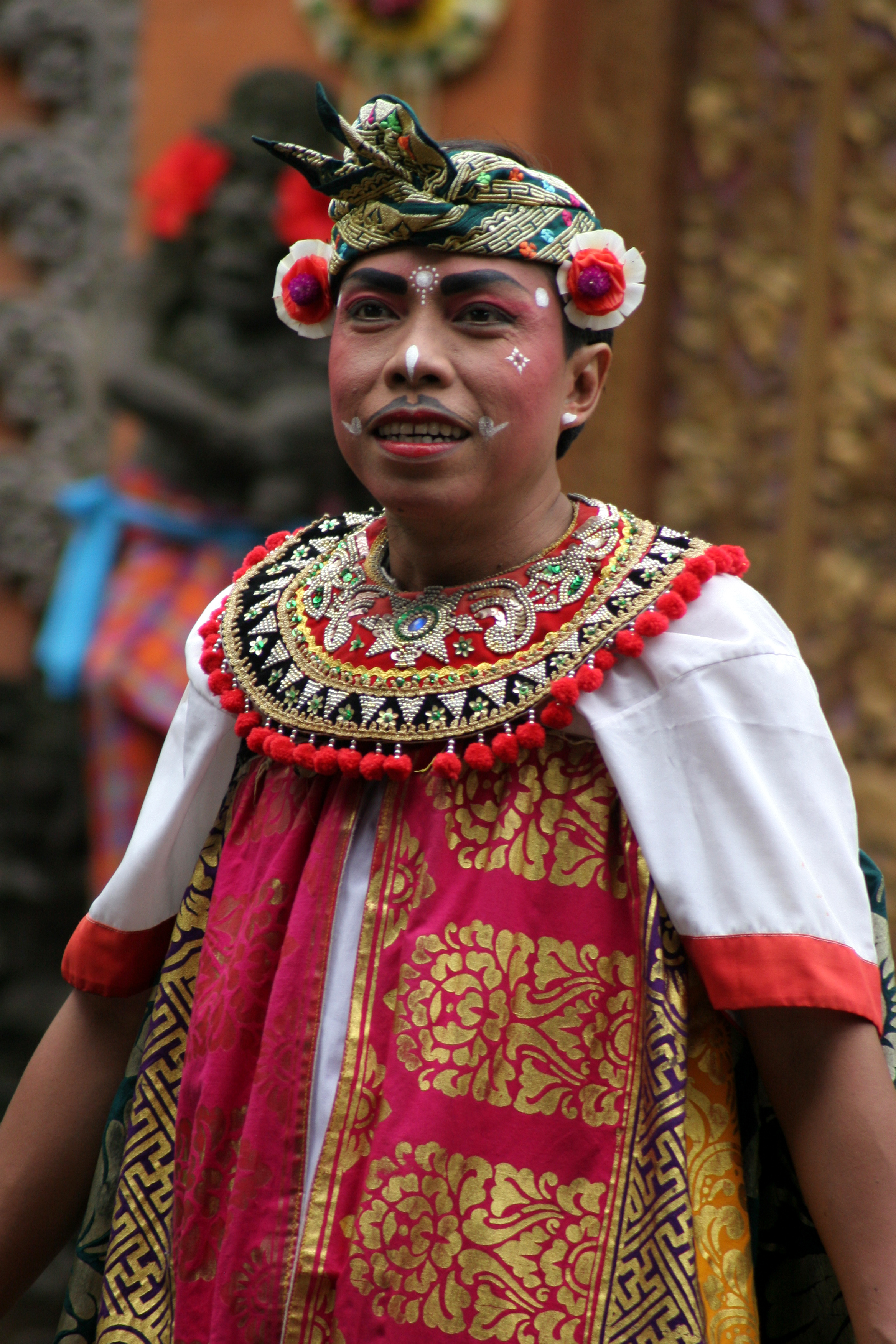

## Koning der geesten

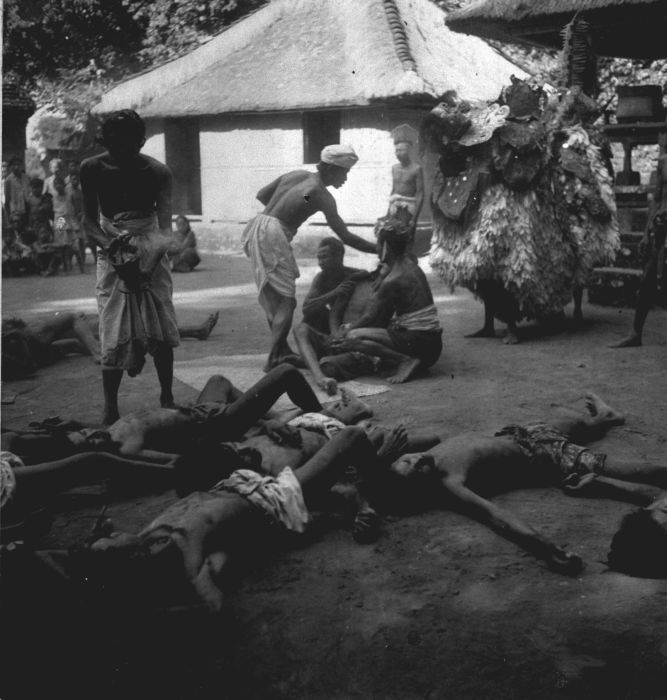
Krisdansers in trance met de Barong

In elk deel van het eiland Bali vragen bewoners de geest om de bescherming van het land en de bossen.
De Barong wordt in verschillende regio's omschreven als een ander dier; 
- wild zwijn
- tijger
- slang
- draak
- leeuw

De Barong leeuw-vorm is zeer populair en komt uit Gianyar. Ubud, een bekende toeristische plaats, ligt in deze streek.